# Амасинг
Вулкан Амасинг — вулкан, расположен на острове Хальмахера, входящий в состав провинции Северное Малуку, Индонезия.
Амасинг — стратовулкан, высотой 1030 метров. Сложен преимущественно андезитами. Сформировался в современную эпоху. Первоначально вулкан Амасинг был частью гряды вулканов Какасуанги и Дуа Саудара, но произошедшие тектонические сдвиги сместили вулканы Какасуанги и Дуа Саудара на юго-восток. Между Амасингом и сместившимися вулканами появились горы Сибала.
Вулканической активности в исторический период не наблюдалось.